# Zoie Palmer

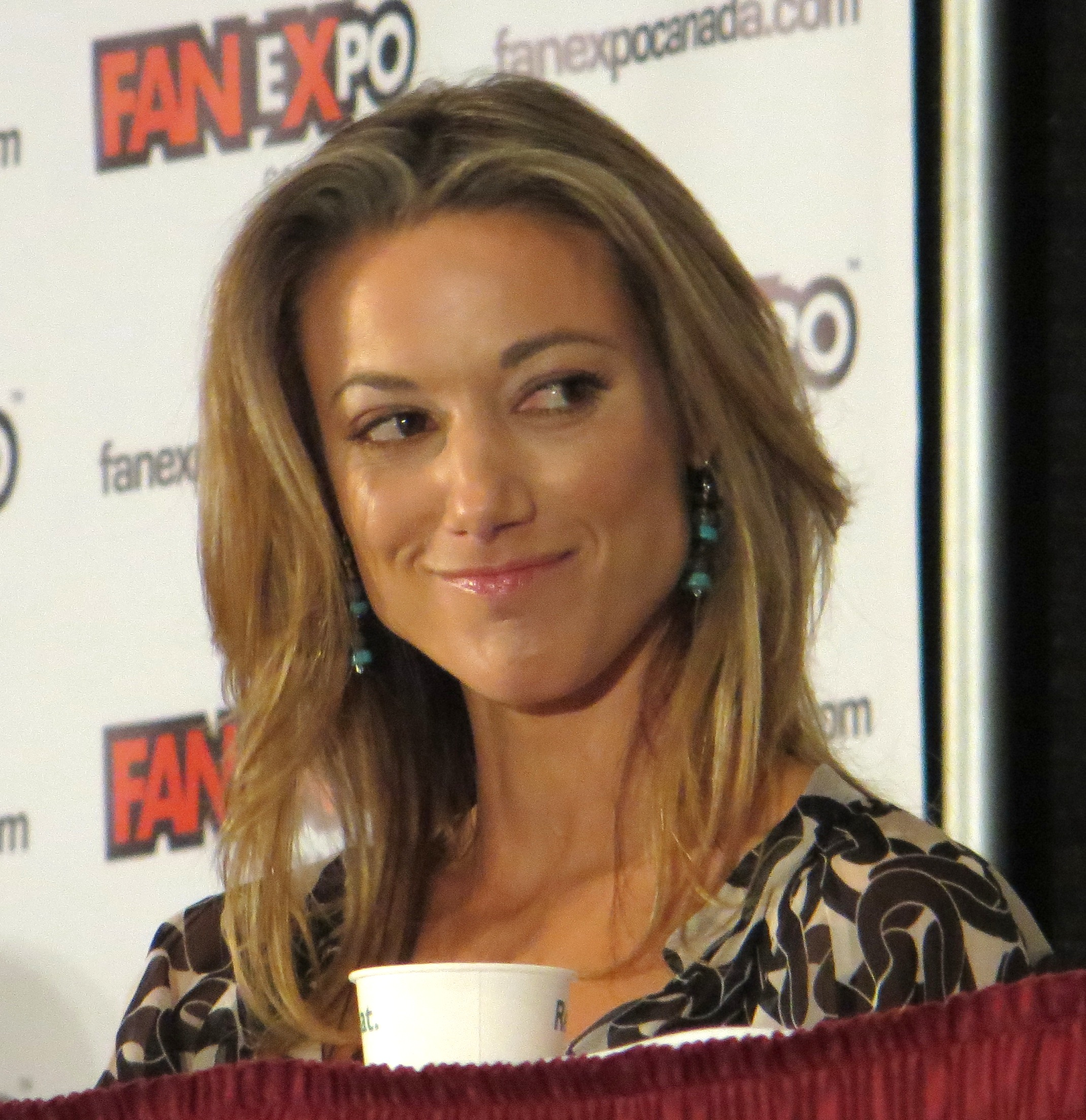
Zoie Palmer auf der FanExpo 2012 in Toronto

Zoie Palmer (* in Camborne, Cornwall, England) ist eine britisch-kanadische Schauspielerin.

## Leben
Zoie Palmer wurde in Camborne als Tochter von irisch-britischen Eltern geboren. Mit ihrer Familie zog sie als Kind nach Kanada und besuchte dort die „Sacred Heart Catholic High School“ in Newmarket, Ontario. Sie studierte bis 2001 an der York University in Toronto. Bekannt wurde sie 2003 für ihre Rollen in The Reagans (2003) und Out of the Ashes (2003). Danach folgten zahlreiche Rollen, wie Hauptrollen in den Serien The Guard (2008–2009), Lost Girl (2010–2015) und Dark Matter (2015–2017).

## Auszeichnungen
Palmer wurde 2011 von ACTRA für „Outstanding Performance – Female“ in The Untitled Work of Paul Shepard nominiert. Für ihre schauspielerischen Leistungen in Terminal Venus wurde sie 2004 auf dem Baja Film Festival in Mexiko als „Bester Schauspieler“ und 2012 für ihre Leistungen in Cold Blooded mit dem „Gold Medallion Acting Award for Best Actress in a Feature Film“ bei dem US-amerikanischen BareBones International Film Festival ausgezeichnet.
Sie erhielt den „Fan Choice Award for Favourite Canadian Screen Star“ bei den Canadian Screen Awards.

## Filmografie (Auswahl)
- 2002: The Scream Team (Fernsehfilm)
- 2003: The Reagans
- 2003: Out of the Ashes
- 2003: Terminal Venus (Kurzfilm)
- 2004: Godsend
- 2003: Adventure Inc. – Jäger der vergessenen Schätze (Adventure Inc., Fernsehserie, Episode 1x10 Plague Ship of Val Verde)
- 2006–2007: Instant Star (Fernsehserie, 12 Episoden)
- 2008–2009: The Guard (Fernsehserie, 22 Episoden)
- 2010: The Untitled Work of Paul Shepard
- 2010: Devil – Fahrstuhl zur Hölle (Devil)
- 2010: Murdoch Mysteries – Auf den Spuren mysteriöser Mordfälle (Murdoch Mysteries, Fernsehserie, Episode 3x03 Victor, Victorian)
- 2010–2015: Lost Girl (Fernsehserie, 68 Episoden)
- 2011: Nikita (Fernsehserie, 2 Episoden)
- 2011: Call Me Fitz (Fernsehserie, Episode 2x03 Don of the Differently Abled)
- 2012: Cold Blooded – Wer wird es überleben? (Cold Blooded)
- 2012: The Listener – Hellhörig (The Listener, Fernsehserie, Episode 3x13 The Shooting)
- 2012: Flashpoint – Das Spezialkommando (Flashpoint, Fernsehserie, Episode 5x11 Fit for Duty)
- 2013: Her Husband’s Betrayal (Fernsehfilm)
- 2013: Sex After Kids
- 2015: Patch Town
- 2015–2017: Dark Matter (Fernsehserie, 39 Episoden)
- 2018: Taken – Die Zeit ist dein Feind (Taken, Fernsehserie, Episode 2x05 Absalom)
- 2018: Ransom (Fernsehserie, Episode 2x03 Secrets and Spies)
- 2018, 2021: Wynonna Earp (Fernsehserie, 3 Episoden)
- 2019–2021: Jann (Fernsehserie, 22 Episoden)
- 2019: Hudson & Rex (Fernsehserie, Episode 1x12 A Cult Education)
- 2019: Pure (Fernsehserie, 6 Episoden)
- 2020: Glass Houses (Fernsehfilm)
- 2021: Saw: Spiral (Spiral: From the Book of Saw)
- 2021: Private Eyes (Fernsehserie, Episode 5x04 Gone in 60 Minutes)
- 2023: Pretty Hard Cases (Fernsehserie, 4 Episoden)